# Magnirostris dodsoni
Magnirostris dodsoni es la única especie conocida del género extinto Magnirostris (lat “rostro grande”) de dinosaurio marginocéfalo, bagaceratópsido, que vivió a finales del período Cretácico, hace aproximadamente 85 millones de años, en el Campaniense, en lo que es hoy Asia. Sus restos se encontraron en la Mongolia Interior, China.  Similar a Bagaceratops, posee dos incipientes cuernos sobre las órbitas oculares y un largo pico de donde proviene su nombre. M. dodsoni fue descrito por You y Dong Zhiming en 2003, a partir de un cráneo completo encontrado en el área de Bayan Mandahu , Mongolia Interior por el Proyecto dinosaurio Sino-Canadiense . El nombre específico es en honor al paleontólogo  Peter Dodson. Se distingue de otros protoceratópsidos por su pico grande,de ahí el nombre y los núcleos incipientes de cuerno orbital. Se lo ha propuesto como un tipo de  Bagaceratops, y los pequeños cuernos se deben a un artefacto de la preservación. Magnirostris vivía en desiertos con dunas. Otros dinosaurios descubiertos en Bayan Mandahu incluyen Protoceratops hellenikorhinus, otro ceratopsiano primitivo, y posiblemente Velociraptor mongoliensis, un pequeño terópodo depredador.